# Diecezja Południowych Stanów Zjednoczonych
Diecezja Południowych Stanów Zjednoczonych – diecezja Koptyjskiego Kościoła Ortodoksyjnego. Erygowana została w 1993 roku przez patriarchę Szenudę III. Obejmuje stany Alabama, Arizona, Arkansas, Floryda, Georgia, Luizjana, Mississippi, Nowy Meksyk, Oklahoma, Tennessee i Teksas. Znajdują się w niej 54 parafie i 41 kościołów filialnych obsługiwane przez 78 księży.
Aktualnym ordynariuszem diecezji jest biskup Józef.